# Johann Georg Pisendel

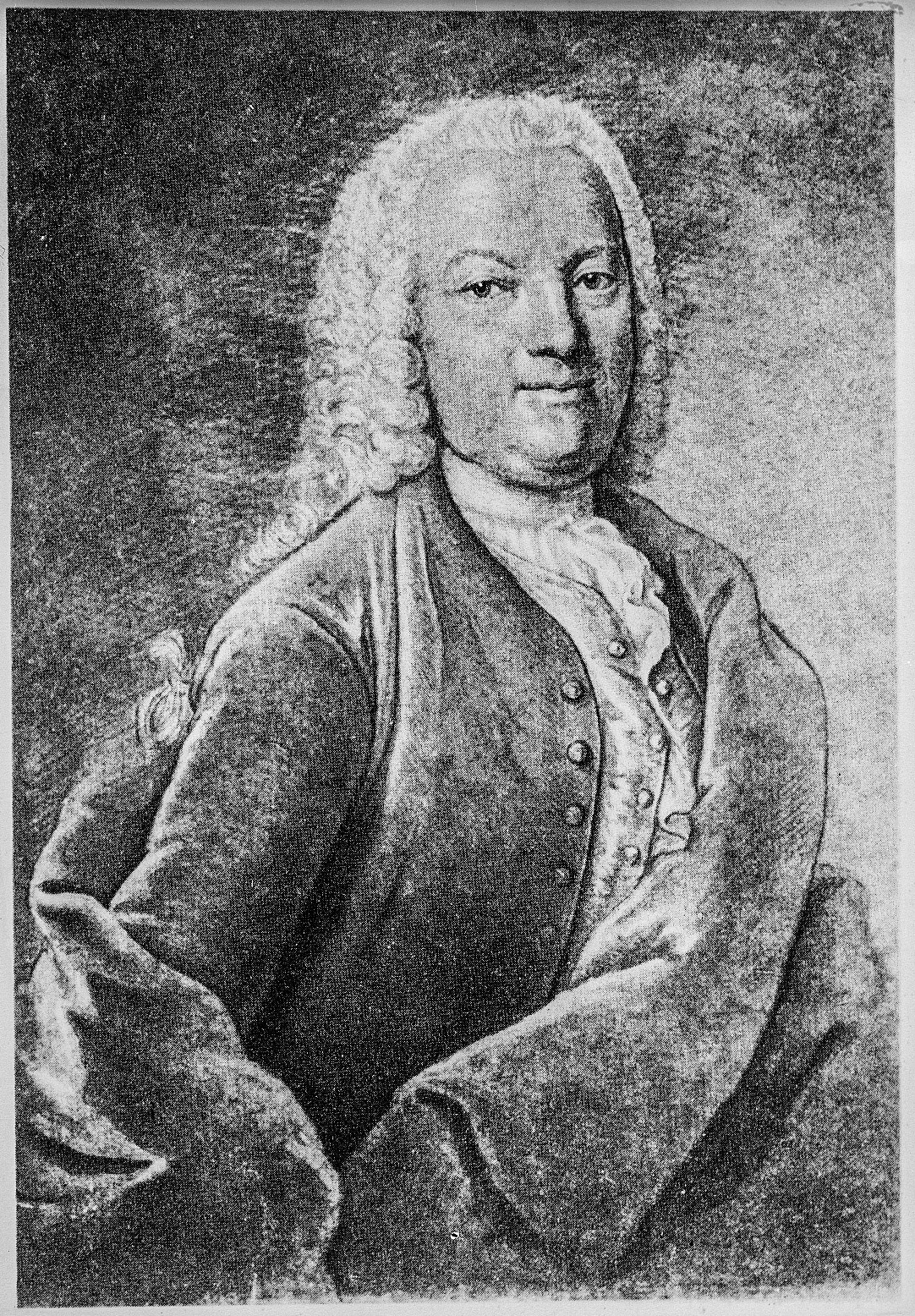
Johann Georg Pisendel

Johann Georg Pisendel, född 26 december 1687, död 25 november 1755 i Dresden, var en tysk musiker, violinist och kompositör under barocken, som under många år ledde orkestern vid hovet i Dresden och som småningom spelade med de finaste instrumentala orkestrarna i Europa.
Hans kompositioner är få i antal men har hög kvalité. Alla kvarvarande kompositioner är instrumentala och inkluderar 10 violinkonserter, 4 konserter för orkester, 2 violinsonater och en Sinfonia och Trio.